# Station Leopoldsburg
Station Leopoldsburg is een spoorwegstation langs spoorlijn 15 in de Belgische gemeente Leopoldsburg. Voor het station staat het Tankmonument.
Vanaf 1 juli 2015 zijn de loketten van dit station gesloten en is het een stopplaats geworden. Voor de aankoop van allerlei vervoerbewijzen kan men bij voorkeur terecht aan de biljettenautomaat die ter beschikking staat, of via andere verkoopkanalen.

## Geschiedenis
De eerste stoomtrein uit Mol en Diest kwam aan in Leopoldsburg op 27 mei 1878. De spoorlijn naar Hasselt werd pas in 1918 aangelegd, na de opening van de steenkoolmijnen in Limburg.
In het Kamp van Beverlo werd in 1879 door de Fransman Decauville een smalspoorweg aangelegd, die in 1914 met het station Leopoldsburg werd verbonden. Die spoorlijn is al lange tijd verdwenen. Toch beschikt het Kamp van Beverlo nog over een aantal normaalspoor-aansluitsporen voor het verladen van militaire voertuigen.
In 1993 werd het stationsgebouw door de Vlaamse Overheid beschermd als monument.

## Galerij

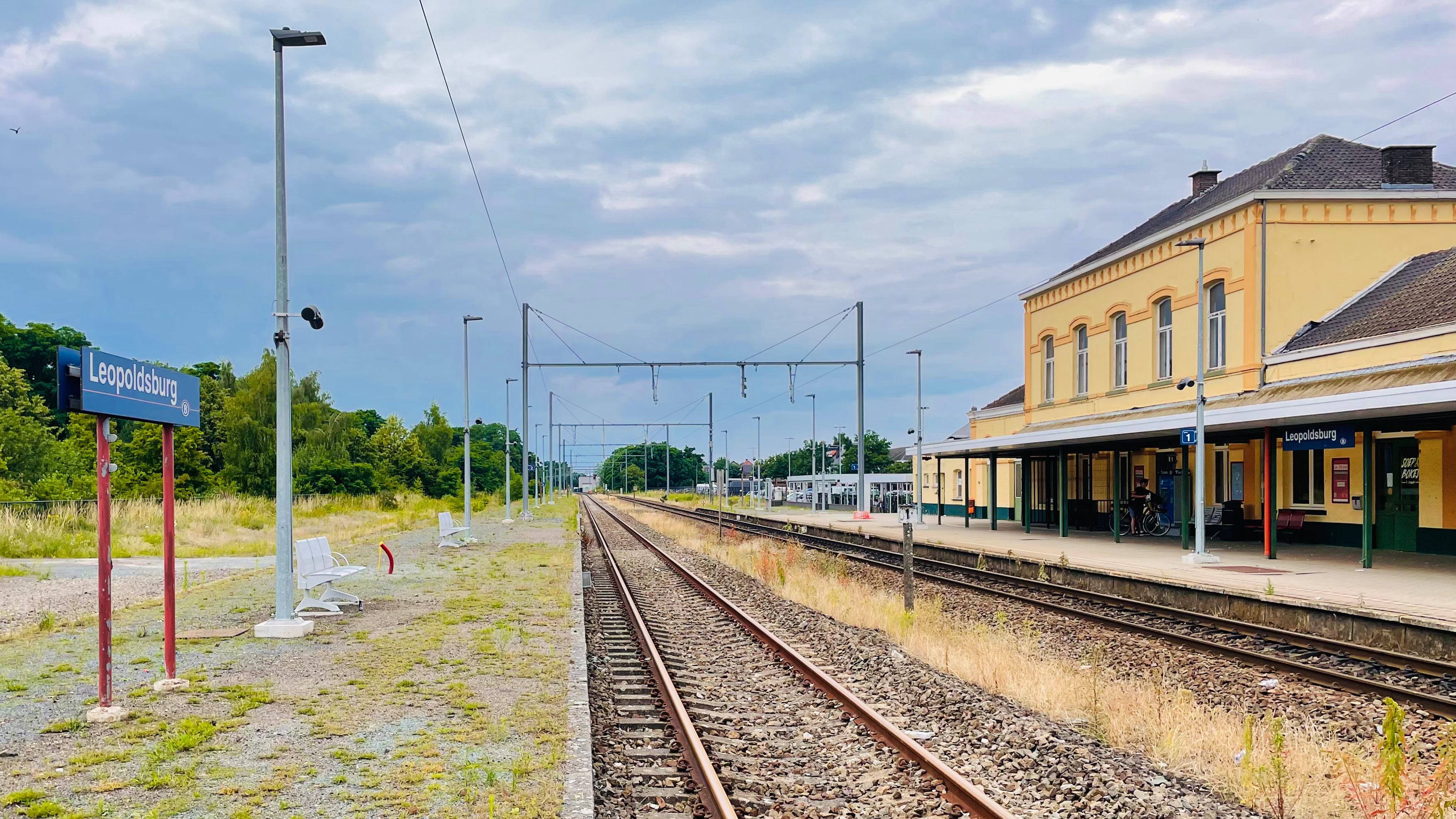
De perrons
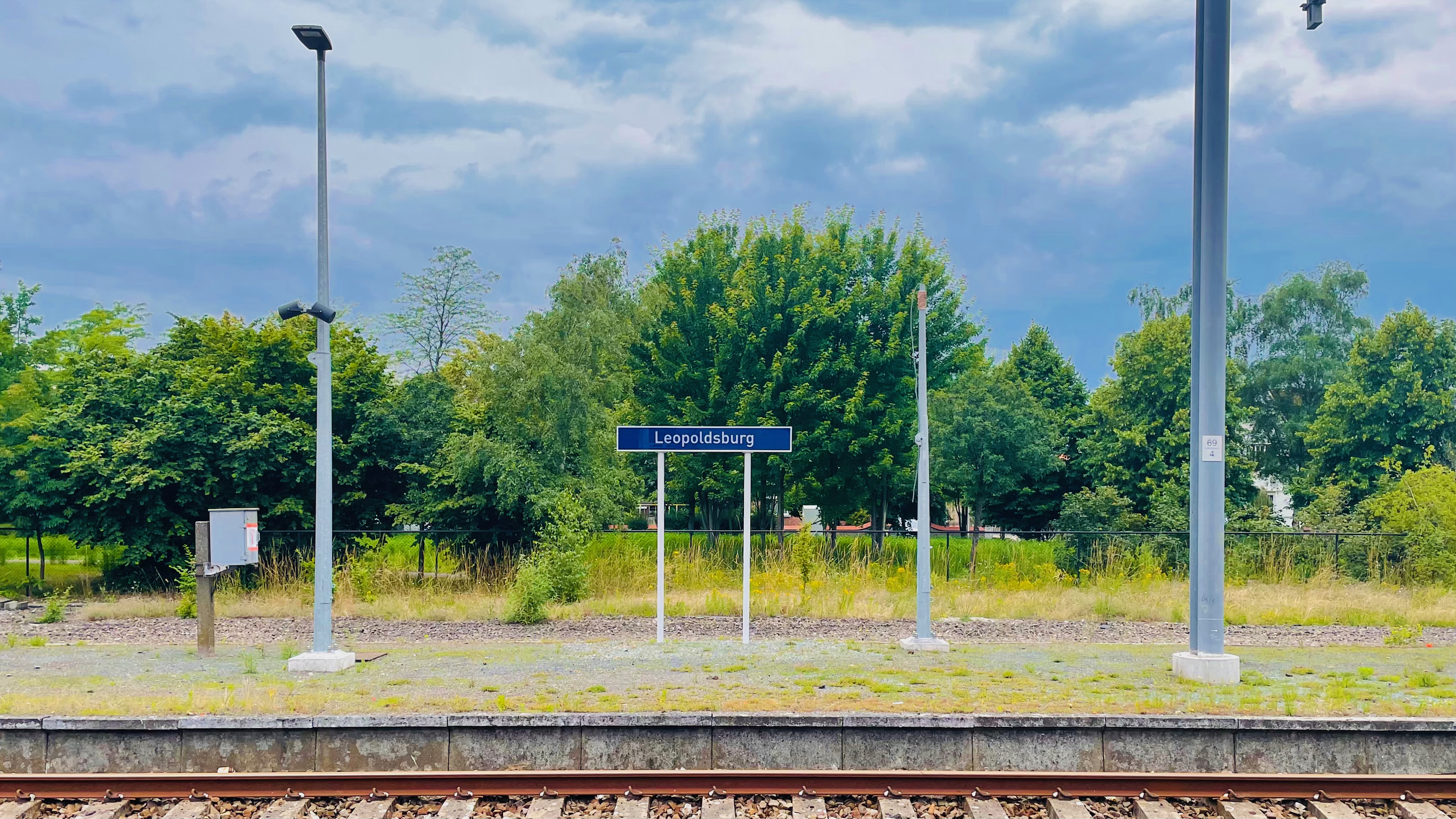
Plaatsnaambord op het perron
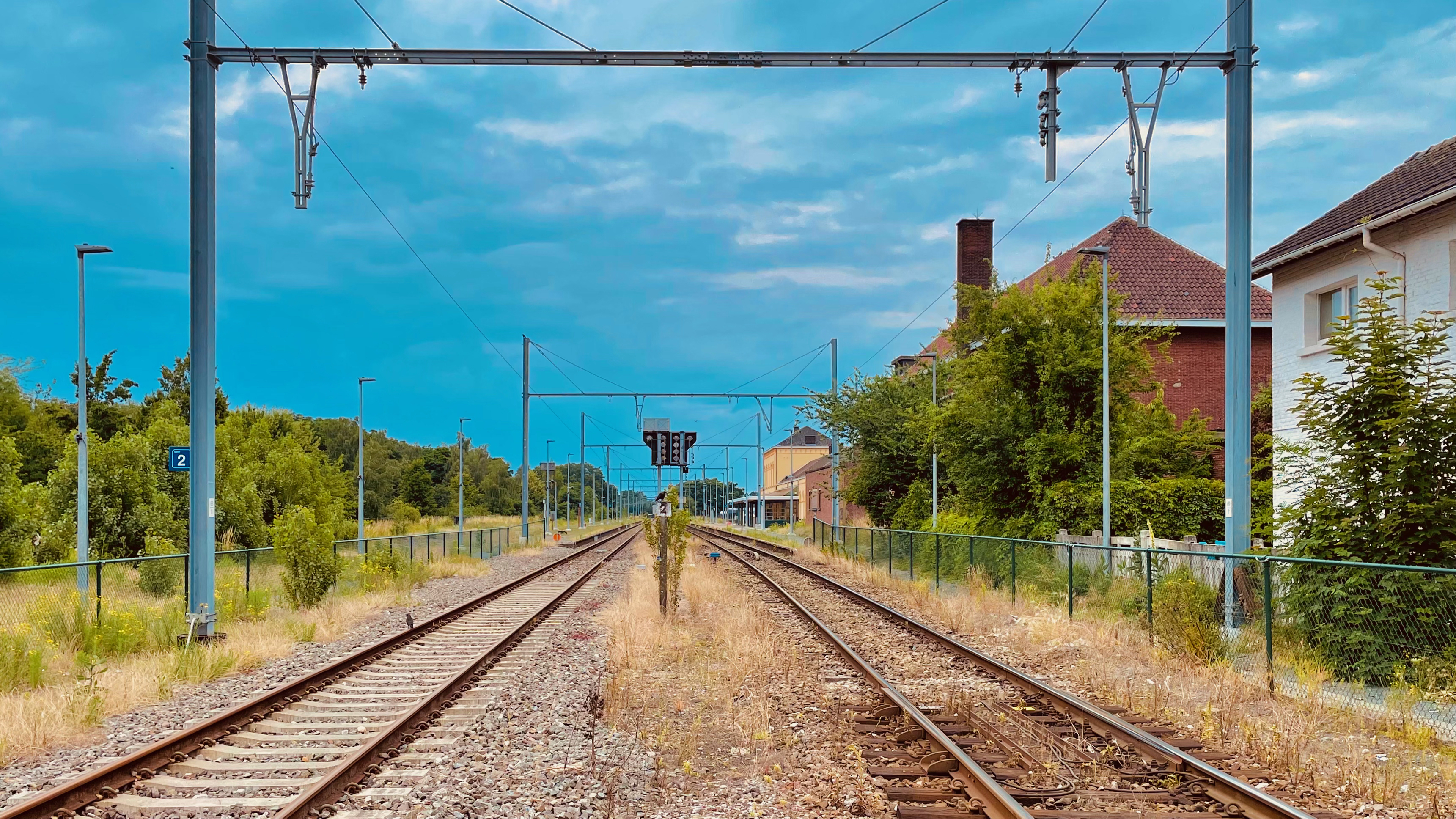
Zicht op de sporen

## Treindienst
Sinds 13 juni 2021
| Treintype | Verbinding    | Dienstregeling                                          |
| --------- | ------------- | ------------------------------------------------------- |
| L         | Hasselt - Mol | Maandag t.e.m. zaterdag: 1×/u Zon- en feestdagen: 1×/2u |

## Reizigerstellingen
De grafiek en tabel geven het gemiddeld aantal instappende reizigers weer op een week-, zater- en zondag.
| Tabel: aantal instappende reizigers station Leopoldsburg | Tabel: aantal instappende reizigers station Leopoldsburg | Tabel: aantal instappende reizigers station Leopoldsburg | Tabel: aantal instappende reizigers station Leopoldsburg |
|                                                          | Weekdag                                                  | Zaterdag                                                 | Zondag                                                   |
| -------------------------------------------------------- | -------------------------------------------------------- | -------------------------------------------------------- | -------------------------------------------------------- |
| 1977                                                     | 330                                                      | 186                                                      | 216                                                      |
| 1978                                                     | 386                                                      | 110                                                      | 173                                                      |
| 1979                                                     | 314                                                      | 102                                                      | 125                                                      |
| 1980                                                     | 356                                                      | 80                                                       | 149                                                      |
| 1981                                                     | 385                                                      | 95                                                       | 146                                                      |
| 1982                                                     | 332                                                      | 118                                                      | 116                                                      |
| 1983                                                     | 312                                                      | 111                                                      | 160                                                      |
| 1984                                                     | 351                                                      | 118                                                      | 154                                                      |
| 1985                                                     | 336                                                      | 124                                                      | 132                                                      |
| 1986                                                     | 252                                                      | 119                                                      | 144                                                      |
| 1987                                                     | 263                                                      | 88                                                       | 107                                                      |
| 1988                                                     | 254                                                      | 141                                                      | 155                                                      |
| 1989                                                     | 251                                                      | 126                                                      | 112                                                      |
| 1990                                                     | 256                                                      | 117                                                      | 159                                                      |
| 1991                                                     | 251                                                      | 111                                                      | 172                                                      |
| 1992                                                     | 224                                                      | 130                                                      | 209                                                      |
| 1993                                                     | 242                                                      | 106                                                      | 128                                                      |
| 1994                                                     | 258                                                      | 123                                                      | 137                                                      |
| 1995                                                     | 219                                                      | 121                                                      | 206                                                      |
| 1996                                                     | 228                                                      | 118                                                      | 157                                                      |
| 1997                                                     | 267                                                      | 120                                                      | 150                                                      |
| 1998                                                     | 267                                                      | 98                                                       | 96                                                       |
| 1999                                                     | 252                                                      | 120                                                      | 114                                                      |
| 2000                                                     | 345                                                      | 134                                                      | 169                                                      |
| 2001                                                     | 280                                                      | 132                                                      | 110                                                      |
| 2002                                                     | 278                                                      | 118                                                      | 123                                                      |
| 2003                                                     | 344                                                      | 178                                                      | 170                                                      |
| 2004                                                     | 401                                                      | 121                                                      | 134                                                      |
| 2005                                                     | 447                                                      | 128                                                      | 202                                                      |
| 2006                                                     | 471                                                      | 194                                                      | 196                                                      |
| 2007                                                     | 492                                                      | 162                                                      | 188                                                      |
| 2008                                                     | -                                                        | -                                                        | -                                                        |
| 2009                                                     | 495                                                      | 181                                                      | 203                                                      |
| 2010                                                     | -                                                        | -                                                        | -                                                        |
| 2011                                                     | -                                                        | -                                                        | -                                                        |
| 2012                                                     | 594                                                      | 165                                                      | 242                                                      |
| 2013                                                     | 553                                                      | 234                                                      | 158                                                      |
| 2014                                                     | 463                                                      | 132                                                      | 166                                                      |
| 2015                                                     | 331                                                      | 129                                                      | 108                                                      |
| 2016                                                     | 321                                                      | 109                                                      | 121                                                      |
| 2017                                                     | 313                                                      | 106                                                      | 128                                                      |
| 2018                                                     | 428                                                      | 172                                                      | 161                                                      |
| 2019                                                     | 380                                                      | 220                                                      | 110                                                      |
| 2020                                                     | 280                                                      | 131                                                      | 75                                                       |
| 2021                                                     | -                                                        | -                                                        | -                                                        |
| 2022                                                     | 312                                                      | 250                                                      | 133                                                      |
| 2023                                                     | 374                                                      | 243                                                      | 125                                                      |
| 2024                                                     | 371                                                      | 56                                                       | 75                                                       |

1,3: Krijgsbaan ·
2,8: Liersebaan ·
3,9: Boechout ·
4,9: Vos ·
6,4: Boshoek ·
9,3: Lier ·
11,1: Lisp ·
12,8: Kessel ·
16,3: Nijlen ·
21,9: Bouwel ·
24,1: Wolfstee ·
26,4: Herentals-Kanaal ·
28,0: Herentals ·
34,0: Olen ·
37,1: Larum ·
40,1: Geel ·
46,5: Millegem ·
49,3: Mol ·
54,0: Balen ·
Ingene-Immer ·
62,8: Leopoldsburg ·
Beverlo ·
68,0: Beringen-Mijn ·
71,2: Beringen ·
74,6: Heusden ·
78,0: Zolder ·
80,2: Houthalen ·
83,3: Kolveren ·
84,9: Zonhoven ·
86,6: Zonhoven-Badplaats